# Raoul de Presles (teolog)

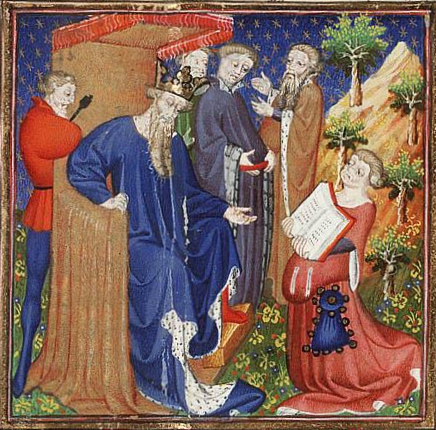
Raoul de Presles överlämnar sin bibelöversättning till Karl den vise.

Raoul de Presles, född omkring 1316, död den 10 november 1382, var en fransk författare. Han var son till juristen Raoul de Presles. 
de Presles, som var teolog och rådgivare till Karl den vise, skrev dikter på latin och tolkade på franska såväl Bibeln som Augustinus "De civitate Dei" med flera latinska verk. 